# 上村占魚
上村 占魚（うえむら せんぎょ、1920年9月5日 - 1996年2月29日）は俳人、随筆家。熊本県人吉市生まれ。本名・武喜。東京美術学校卒。『ホトトギス』同人。松本たかしに師事。『みそさざい』主宰。

## 著書
- 『鮎 上村占魚句集』笛発行所 1946
  - 『鮎 上村占魚句集』東京四季出版 1992
- 『霧積 句集』的場書房 1955
- 『壷中の殿堂』近藤書店 1958
- 『一火 句集』竹頭社 1962
- 『愚の一念』笛発行所 1965
- 『遠い島はるかな岬』浪曼 1973
- 『後塵を拝す』荒地出版社 1977
- 『天上の宴 句集』東門書屋 1980
- 『占魚三百六十五日』五月書房 1980
- 『枯木に習う 随筆』パピエ企画 1980
- 『占魚抄六百句』舷灯社 1981
- 『会津八一俳句私解』中央公論美術出版 1983
- 『かのえさる 句集』舷灯社 1984
- 『山旅抄 句集』紅書房(紅叢書)　1985
- 『海旅抄 句集』紅書房(紅叢書)　1986
- 『高野素十俳句私解』紅書房 1986
- 『黒髪抄 句集』紅書房(紅叢書)　1988
- 『自問 句集』紅書房 1989
- 『鑑賞徹底写生創意工夫』紅書房 1990
- 『飲食抄 句集』紅書房(紅叢書)　1990
- 『遊びをせんとや』紅書房 1991
- 『上村占魚全句集』沖積舎 1991
- 『放眼 句集』紅書房 1994
- 『玄妙 句集』紅書房 1997
- 『花神コレクション　上村占魚』花神社 1998
- 『松本たかし俳句私解』紅書房 2002
- 『占魚季語逍遥』紅書房 2006
- 『占魚の世界 評論随想集』紅書房 2008
- 『瓢箪から駒 随筆集』紅書房 2010

### 編著
- 『吟行歳時記』（編）現出版 1978
- 『松本たかしの世界』梅里書房(昭和俳句文学アルバム) 1989
- 『現代俳句揮毫手帖 墨場必携』木耳社 1990